# Sami Leinonen
Sami Petri Tapani Leinonen (ur. 30 września 1963 w Hyvinkää) – fiński narciarz klasyczny, specjalista kombinacji norweskiej, zawodnik klubu Lahden Hiihtoseura.

## Kariera
W Pucharze Świata Sami Leinonen zadebiutował 2 marca 1985 roku w Lahti, zajmując 9. miejsce w zawodach metodą Gundersena. Tym samym w swoim debiucie od razu zdobył pierwsze pucharowe punkty. W klasyfikacji generalnej sezonu 1984/1985 zajął ostatecznie 29. pozycję. Najlepsze wyniki w Pucharze Świata osiągnął w sezonie 1987/1988, który ukończył na trzynastym miejscu. Wtedy też po raz pierwszy i zarazem ostatni w karierze stanął na podium zawodów pucharowych, zajmując trzecie miejsce w Gundersenie 12 marca 1988 roku w Falun.
W 1988 roku wystąpił na Igrzyskach Olimpijskich w Calgary, gdzie indywidualnie uplasował się na 17 pozycji. W 1990 roku postanowił zakończyć karierę.

## Osiągnięcia

### Igrzyska Olimpijskie
| Miejsce | Dzień     | Rok  | Miejscowość | Konkurencja          | Wynik zwycięzcy | Strata      | Zwycięzca      |
| ------- | --------- | ---- | ----------- | -------------------- | --------------- | ----------- | -------------- |
| 17.     | 28 lutego | 1988 | Calgary     | Gundersen K-90/15 km | 38:16.8 min     | +3:30.9 min | Hippolyt Kempf |

### Puchar Świata

#### Miejsca w klasyfikacji generalnej
- sezon 1984/1985: 29.
- sezon 1986/1987: 35.
- sezon 1987/1988: 13.
- sezon 1988/1989: 32.
- sezon 1989/1990: 28.

#### Miejsca na podium chronologicznie
| Nr | Data          | Miejscowość | Konkurencja         | Wynik zwycięzcy | Pozycja | Strata | Zwycięzca          |
| -- | ------------- | ----------- | ------------------- | --------------- | ------- | ------ | ------------------ |
| 1. | 12 marca 1988 | Falun       | Gundersen K90/15 km | ?               | 3.      | ?      | Klaus Sulzenbacher |